# 九龍三育中學
九龍三育中學（英語：Kowloon Sam Yuk Secondary School），是位於香港九龍油尖旺區的一所中學，由基督復臨安息日會在1950年主辦。該校辦學初期設有幼稚園部、小學部及中學部，現時有兩個校區，校本部（初中部）位於九龍旺角界限街52號；周氏分校（高中部）位於九龍大角咀詩歌舞街14號。九龍三育中學是在清水灣正校香港三育書院成立之後，由基督復臨安息日會創辦的第二所分校（第一所分校是1948年創立、但直至1953年才改辦中學的跑馬地香港三育中學），繼後則有1956年創立的大埔三育中學及香港三育中學香港仔英文部分校。而九龍三育中學的小學部則辦學至2000年代才停辦。

## 校政管理
歷任校監
- 朱天明 先生[4]
- 馮效良 先生[3]
- 范藍興 牧師[5]
- 邱松海 牧師[5]
- 湛志凡 牧師

歷任校長
- 1950年至1951年：陳道震 牧師
- 1951年至1952年：李達明 牧師（署理）
- 1952年至1953年：陳湖生 牧師
- 1953年至1954年：許威廉 牧師
- 1954年至1960年：居義理 牧師
- 1960年至1980年：羅慶蘇 牧師[4][6]
- 1980年至1986年：鄧宗煊 牧師[7]
- 1986年至1988年：梁惠康 牧師
- 1988年至1989年：王頌恩 女士（署理）
- 1989年至1996年：黃有群 女士
- 1996年至2022年：王頌恩 女士
- 2022年至今：梁詠梅 女士

歷任副校長
- 鍾志興 先生[5]
- 梁詠梅 女士
- 文偉雄 先生

## 辦學宗旨
堅守基督教全人教育方針，協助學生培養基督化的品格，確保學生在靈、智、體三方面得以均衡發展，在追求人生意義、發揮潛能和造福人群上得到充份體驗。

## 國際學術交流
- 2016年九龍三育中學參訪中原大學[8]
- 2016年九龍三育中學參訪澳門大學[9]

## 著名/傑出校友
*以下列表未能盡列著名/傑出校友之名，若有遺漏，請協助補充相關資料。
- 呂宇俊：香港教育家、2006年香港十大傑出青年[10]
- 關信輝：香港電影導演、副導演、編劇、演員、監製[11]
- 寧進：前香港男演員
- 高少華：香港女歌手（1990年中五）
- 卓朱美美：前大埔三育中學校長
- 龐永欣：前香港管理專業協會李國寶中學校長、前香港大學教育學院課程系講師、前香港教育大學兼任副教授、前香港公開大學榮譽副教授（1959年幼稚園、1965年小六）[12][13]
- 余昌寧：大埔三育中學校長（1981年）
- 梁以德：前香港城市大學建築系系主任、講座教授
- 譚煜鴻：前天主教伍華小學校長
- 張展鈴：民生書院幼稚園校長、九龍城區幼稚園校長會主席、香港浸會大學及香港專業教育學院兼任講師
- 鍾志興：前香港三育中學校長[14]
- 黃華占：前新亞中學獨立校董及副校長（1962年小六下午校）[15]
- 汪歧（又名汪岐，1964年中六[16]）：前無綫電視製作部總監

## 外部連結
- 九龍三育中學官方網站 （页面存档备份，存于）